# شیخلار (مشگین‌شهر)
شیخلار یک روستا در ایران است که در بخش مرکزی شهرستان مشگین‌شهر در استان اردبیل واقع شده‌است.

## جمعیت
این روستا در دهستان شعبان (مشگین‌شهر) قرار دارد و براساس سرشماری مرکز آمار ایران در سال ۱۳۸۵، جمعیت آن ۱۳۹ نفر (۳۱ خانوار) بوده‌است.